# Krokodýl siamský
Krokodýl siamský (Crocodylus siamensis) je sladkovodní krokodýl původně obývající Indonésii (Borneo a možná Jávu), Brunej, východní Malajsii, Laos, Barmu, Thajsko a Vietnam. V současné době je však kriticky ohrožený a v mnoha těchto oblastech již vyhuben.
V přírodě preferuje pomalu tekoucí vody zvláště pak bažiny, řeky a některá jezera. Krokodýl siamský je středně velký krokodýl. Samci obvykle nepřekročí délku těla 3 m, občas mohou tuto hranici přesáhnout a dosáhnout tak max. 4 m. V zajetí však vzniklo několik kříženců, kteří mohou měřit i více. Dospělci jsou zbarveni tmavě hnědě s černými pruhy a skvrnami na těle i ocase. Mláďata jsou dospělcům poměrně podobná, jsou zlatavohnědě zbarvena s černými pruhy na ocase i těle. Dospělci se od nedospělých kusů liší i širším čenichem.
O způsobu života krokodýla siamského toho víme opravdu málo a většina poznatků pochází z poměrně složitého chovu. Loví převážně ryby, k čemuž má přizpůsobený i dlouhý čenich, ale také obojživelníky, plazy a možná i savce. Zvířata dosahují pohlavní dospělosti zhruba v deseti letech. Krokodýl siamský si staví kopcovité hnízdo asi mezi dubnem a červnem a samice do něj klade zhruba 20 až 50 vajec. Inkubační doba trvá zhruba 80 dní a po úzkostlivém volání samice mláďata vysvobozuje z hnízda a přenáší k vodě. Jak dlouho a zdali vůbec střeží matka svá mláďata po narození, není jasné.

## Ohrožení
Kvůli přílišnému lovu a masivní ztrátě lokalit patří krokodýl siamský mezi kriticky ohrožené druhy. Již v roce 1992 byl považován za vyhynulého a od té doby četné průzkumy a záznamy prokázaly přítomnost menší populace v Thajsku (čítající zřejmě dva jednotlivce), Vietnamu (zhruba méně než 100 jednotlivců) a větší populaci v Barmě a Laosu. V březnu roku 2005 ochránci přírody nalezli hnízdo s mláďaty krokodýla siamského v jižním Laosu v provincii Savannakhet. Naopak nejsou k nalezení žádné nedávné záznamy o existenci krokodýla siamského v Malajsii, Bruneji a Indonésii. Počet krokodýlů siamských žijících ve volné přírodě se pohybuje zhruba kolem 5000 jednotlivců. Mnoho krokodýlů chovaných v zajetí jsou kříženci s krokodýlem mořským, ale je tu i několik „čistých“ jednotlivců, kteří se chovají v několika krokodýlích rezervacích, zvláště pak v Thajsku.
V Thajském národním parku Bang Sida poblíž Kambodže existuje velice důležitý projekt zabývající se reintrodukcí krokodýlů siamských zpět do přírody. Díky tomuto projektu bylo do volné přírody, konkrétně do vzdálené a pro návštěvníka nedostupné řeky vypuštěno několik mladých krokodýlů siamských.